# Кунгута з Штернберка
Кунгута з Штернберка (чеськ. Kunhuta ze Šternberka, 18 листопада 1425 —19 листопада 1449) — середньовічна чеська аристократка, меценат. Мала прізвисько «Мати бідних».

## Життєпис
Походила зі знатного роду Штернбеків, її гілки Голицьких. Донька Сміла з Штернбека і Барбара з Пардубіць. Народилася у 1425 році. Замолоду стала ревною прихильницею ідей Яна Гуса, зберегла їм вірність до самої смерті. У 1441 році вона вийшла заміж за Їржі з Подєбрад. У шлюбі народилося троє синів і три доньки.
У 1444 році Кунгута заснувала в Подєбрадах лікарню. Вона була названа в її честь і діяла до початку XX століття. Кунгута також заснувала фонд для навчання молоді, будівництва шкіл і реабілітації ув'язнених.
Вона померла в 1449 році, на наступний день після свого двадцять четвертої дня народження і через кілька днів після народження дочок-близнят. Ймовірна це було наслідком післяпологової інфекції. Вона була похована в парафіяльній церкві в Подєбрадах.

## Родина
Чоловік — Їржі з Подєбрад
Діти:
- Бочек (1442—1496)
- Вікторин (1443—1500) — князь Опавський
- Барбара (1446—1474), дружина: 1) Генріха з Дуба і Ліпи; 2) Ульріх фон Еттінген-і-Флохберга, графа; 3) Ян Альбрехт з Ронова
- Їндржих з Подєбрад (1448 — 21498), князь Мінстерберкський
- Катержина (1449—1464), дружина Матвія Корвіна, короля Угорщини
- Зденка (1449—1510), дружина Альбрехта III, герцога Саксонськиого